# 2016년 하계 올림픽 축구 선수 명단
2016년 하계 올림픽 축구 선수 명단은 다음을 가리킨다.
- 2016년 하계 올림픽 축구 남자 선수 명단
- 2016년 하계 올림픽 축구 여자 선수 명단

## 같이 보기
- 올림픽 축구
- 하계 올림픽 참가국 목록

| Disambiguation icon | 이 문서는 명칭이 같고 같은 종류에 속하는 여러 대상을 연결하는 색인 문서입니다. |